# Конфессиональная евангелическая лютеранская конференция
Конфессиональная евангелическая лютеранская конференция (англ. Confessional Evangelical Lutheran Conference) (CELC) — международное объединение наиболее консервативных лютеранских деноминаций. Штаб-квартира конференции находится в Манкейто, штат Миннесота.

## История, структура и вероучение
CELC является преемницей Евангелической лютеранской синодальной конференции Северной Америки (Evangelical Lutheran Synodical Conference of North America) за исключением того, что это объединение является международным, а не ограничивается Северной Америкой.
Доминирующую роль в объединении играют Евангелический лютеранский синод и Висконсинский евангелический лютеранский синод.
Основанный в 1993 году тринадцатью конфессиональными лютеранскими национальными церквями, конференция насчитывает сегодня около двадцати членов. Пленарные сессии проводятся каждые три года. До настоящего времени было шесть пленарных встреч (1993, 1996, 1999, 2002, 2005, 2008). В промежутках между этими сессиями проводятся региональные конференции.
В России к CELC относится Евангелическая лютеранская церковь «Согласие», на Украине — Украинская лютеранская церковь.

## Церкви — члены CELC
Церкви-члены Конференции признают «канонические книги Ветхого и Нового Заветов как богодухновенное и безошибочное Слово Божие и подчиненяются этому Слову как единственному непогрешимому правилу и авторитету во всех вопросах учения, веры и жизни». Они также признают «учение евангелическо-лютеранской церкви, содержащееся в Книге Согласия 1580 года, поскольку она представляет собой правильное изложение чистого учения о Слове Божьем».
Члены CELC не могут быть членами других церквей и объединений, чьи доктрины и практики противоречат стандартам исповедания Конференции. 
Церкви-члены CELC по странам:
- Австралия

Евангелический лютеранский синод Австралии
- Австрия

Евангелическая лютеранская свободная церковь
- Болгария

Болгарская лютеранская церковь
- Германия

Евангелистская лютеранская свободная церковь
- Замбия

Лютеранская церковь Центральной Африки
- Индонезия

Герейя лютеранская Индонезия
- Камерун

Лютеранская церковь Камеруна
- Латвия

Конфессиональная лютеранская церковь
- Малави

Лютеранская церковь Центральной Африки
- Мексика

Конфессиональная евангелическая лютеранская церковь
- Нигерия

Лютеранская церковь Всех Святых
Лютеранская церковь Христа Царя
- Норвегия

Лютеранская конфессиональная церковь
- Перу

Евангелистский лютеранский синод
- Португалия

Лютеранская церковь Португалии (также полноправный член МЛС)
- Пуэрто-Рико

Евангелическая лютеранская конфессиональная церковь
- Россия

Евангелическая лютеранская церковь «Согласие»
- Соединённые Штаты Америки

Евангелический лютеранский синод
Висконсинский евангелический лютеранский синод
- Украина

Украинская лютеранская церковь
- Финляндия

Евангелистская лютеранская конфессиональная церковь
- Чехия

Чешская евангелическая лютеранская церковь
- Швеция

Лютеранская конфессиональная церковь
- Япония

Лютеранская евангелическая христианская церковь

## Примечание
1. ↑  Contact. celc.info. Дата обращения: 9 июля 2020. Архивировано 13 июля 2020 года.
2. ↑  Convention Proceedings. celc.info. Дата обращения: 9 июля 2020. Архивировано 9 июля 2020 года.
3. 1 2  Constitution. celc.info. Дата обращения: 9 июля 2020. Архивировано 12 июля 2020 года.